# مطموط متوج خمري
مطموط متوج خمري (الاسم العلمي: Momotus mexicanus) (بالإنجليزية: Russet-crowned Motmot)‏ هو نوع من الطيور يتبع جنس المطموط من الفصيلة المطموطية.